# Mon père, ce héros
Mon père, ce héros is een Franse romantische komediefilm uit 1991. In de hoofdrol spelen Gérard Depardieu en Marie Gillain. Gillain won met haar rol een César.
Drie jaar later zou een Amerikaanse remake verschijnen onder de naam My Father the Hero. De titel komt van het gelijknamige gedicht van Victor Hugo.

## Rolverdeling
| Acteur                  | Personage              |
| ----------------------- | ---------------------- |
| Gérard Depardieu        | André Arnel            |
| Marie Gillain           | Véronique "Véro" Arnel |
| Catherine Jacob         | Christelle             |
| Patrick Mille           | Benjamin               |
| Charlotte de Turckheim  | Irina                  |
| Gérard Hérold           | Patrick                |
| Jean-François Rangasamy | Pablo                  |
| Koomaren Chetty         | Karim                  |
| Benoît Allemane         |                        |